# Carl Fredrik Lundwall
Carl Fredrik Lundwall, född 29 november 1805, var en cellist vid Kungliga hovkapellet.

## Biografi
Carl Fredrik Lundwall föddes 29 november 1805. Han blev elev 1 oktober 1816. Lundwall anställdes den 1 juli 1820 som cellist vid Kungliga hovkapellet i Stockholm och slutade den 1 juli 1827. Han anställdes åter den 1 oktober 1830 och slutade 1 oktober 1833.